# 紅褐岩瓷蟹
紅褐岩瓷蟹（学名：Petrolisthes coccineus）为瓷蟹科岩瓷蟹屬下的一个种。